# Morfydd Clark
Morfydd Clark (wym. [ˈmɔrvɪð]; ur. 17 marca 1989 w Szwecji) – walijska aktorka, która wystąpiła m.in. w filmach Upadające, Pełzająca śmierć, Duma i uprzedzenie, i zombie oraz serialach Alienista, Patrick Melrose, Władca Pierścieni: Pierścienie Władzy.

## Życiorys
Morfydd Clark urodziła się w Szwecji, wkrótce po tym jak jej ojciec znalazł tam pracę, a jej rodzina wróciła do Walii gdy miała dwa lata. Wychowywała się później w Cardiff, a gdy dorosła, przeniosła się do Londynu, by studiować w Drama Centre London.
Karierę zaczęła od walijskiego melodramatu Blodeuwedd; później wystąpiła m.in. w dramatach Szekspira i scenicznej adaptacji Niebezpiecznych związków Pierre’a Choderlos de Laclos.
2014 rok przyniósł jej debiut ekranowy i szereg kolejnych ról telewizyjnych i kinowych, m.in. w nagradzanym filmie Upadające.
Clarke gra Galadrielę w serialu Władca Pierścieni: Pierścienie Władzy, produkcji Amazon Studios.

## Filmografia

### Filmy
| Rok  | Tytuł                                                                          | Rola                | Uwagi       |
| ---- | ------------------------------------------------------------------------------ | ------------------- | ----------- |
| 2014 | Two Missing                                                                    | Eva                 | krótkometr. |
| 2014 | Pani Bovary                                                                    | Camille             |             |
| 2014 | Upadające                                                                      | Pamela Charron      |             |
| 2016 | Duma i uprzedzenie, i zombie                                                   | Georgiana           |             |
| 2016 | Przyjaźń czy kochanie?                                                         | Frederica Vernon    |             |
| 2016 | National Theatre Live: Niebezpieczne związki                                   | Cecylia de Volanges |             |
| 2016 | The Call Up                                                                    | Shelly              |             |
| 2016 | The Prevailing Winds                                                           | Anna                | krótkometr. |
| 2017 | Interlude in Prague                                                            | Zuzanna Lubtak      |             |
| 2017 | Człowiek, który wynalazł Boże Narodzenie                                       | Kate Dickens        |             |
| 2019 | Pełzająca śmierć                                                               | Beth                |             |
| 2019 | Magiczny świat Davida Copperfielda (The Personal History of David Copperfield) | Dora Spenlow        |             |
| 2019 | Saint Maud                                                                     | Maud                |             |
| 2019 | Wieczna piękność (Eternal Beauty)                                              | młoda Jane          |             |
| 2023 | Starve Acre                                                                    | Juliette            |             |

### Telewizja
| Rok  | Tytuł                                 | Rola           | Uwagi              |
| ---- | ------------------------------------- | -------------- | ------------------ |
| 2014 | New Worlds                            | Amelia         | miniserial         |
| 2014 | A Poet in New York                    | Nancy Wickwire | film TV            |
| 2015 | Arthur & George                       | Mary           | 1 odc.             |
| 2018 | Alienista                             | Caroline Bell  | 1 odc.             |
| 2018 | Miasto równoległe                     | Yolanda Stark  | miniserial, 2 odc. |
| 2018 | Patrick Melrose                       | Debbie Hickman | miniserial, 2 odc. |
| 2018 | Outsiders                             | Mari           | film TV            |
| 2019 | Mroczne materie                       | Clara          | 4 odc.             |
| 2020 | Dracula                               | Mina Harker    | miniserial         |
| 2022 | Władca Pierścieni: Pierścienie Władzy | Galadriela     | w głównej obsadzie |